# Водохранилища Армении
В Армении сосредоточено около 74 водохранилищ с общим объёмом 988 млн м³. Ещё 13 планируется построить, их общий объём будет составлять 832 млн м³. Самое большое водохранилище на территории Армении — Ахурянское, его объём составляет 525 млн м³.

## Расположение по областям

### Ширакская область
| Водохранилище | Объём (млн м³) |
| ------------- | -------------- |
| Ахурянское    | 510            |
| Арпиличское   | 20             |
| Карнутское    | 28             |

### Тавушская область
| Водохранилище | Объём (млн м³) |
| ------------- | -------------- |
| Джогазское    | 43             |
| Тавушское     | -              |
| Хакумское     | -              |
| Хндзорутское  | -              |

### Лорийская область
| Водохранилище | Объём (млн м³) |
| ------------- | -------------- |
| Агстевское    | -              |
| Лорийское     | -              |

### Арагацотнская область
| Водохранилище | Объём (млн м³) |
| ------------- | -------------- |
| Апаранское    | 81             |
| Манташское    | 7              |

### Котайкская область
| Водохранилище | Объём (млн м³) |
| ------------- | -------------- |
| Ахпюракское   | 4,1            |
| Мармарикское  | 23             |

### Ереван
| Водохранилище | Объём (млн м³) |
| ------------- | -------------- |
| Ереванское    | 5              |

### Араратская область
| Водохранилище | Объём (млн м³) |
| ------------- | -------------- |
| Азатское      | 60             |
| Зовашенское   | -              |

### Вайоцдзорская область
| Водохранилище | Объём (млн м³) |
| ------------- | -------------- |
| Гергерское    | 23             |
| Кечутское     | 23             |

### Сюникская область
| Водохранилище | Объём (млн м³) |   |
| ------------- | -------------- | - |
| Ангехакотское | -              | - |
| Спандарянское | 218            |   |
| Толорсское    | 80             |   |
| Шамбское      | -              |   |
| Гехское       | 11,5           |   |

### Н/Д
| Водохранилище  | Область | Объём (млн м³) |
| -------------- | ------- | -------------- |
| Ахумское       | -       | 11             |
| Азатанское     | -       | -              |
| Вардакарское   | -       | -              |
| Джалурское     | -       | -              |
| Зангакатунское | -       | -              |
| Камутское      | -       | -              |
| Самагбюрское   | -       | -              |

## Галерея

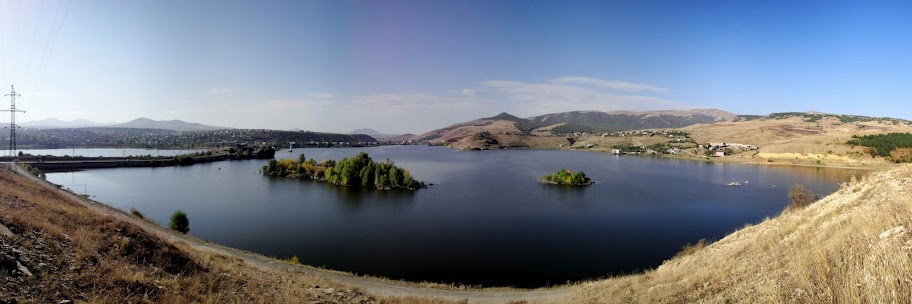
Ахпюракское водохранилище
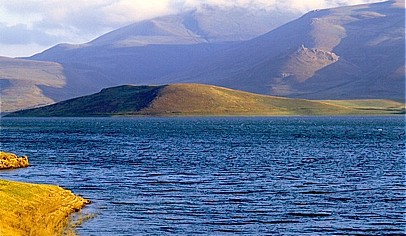
Спандарянское водохранилище
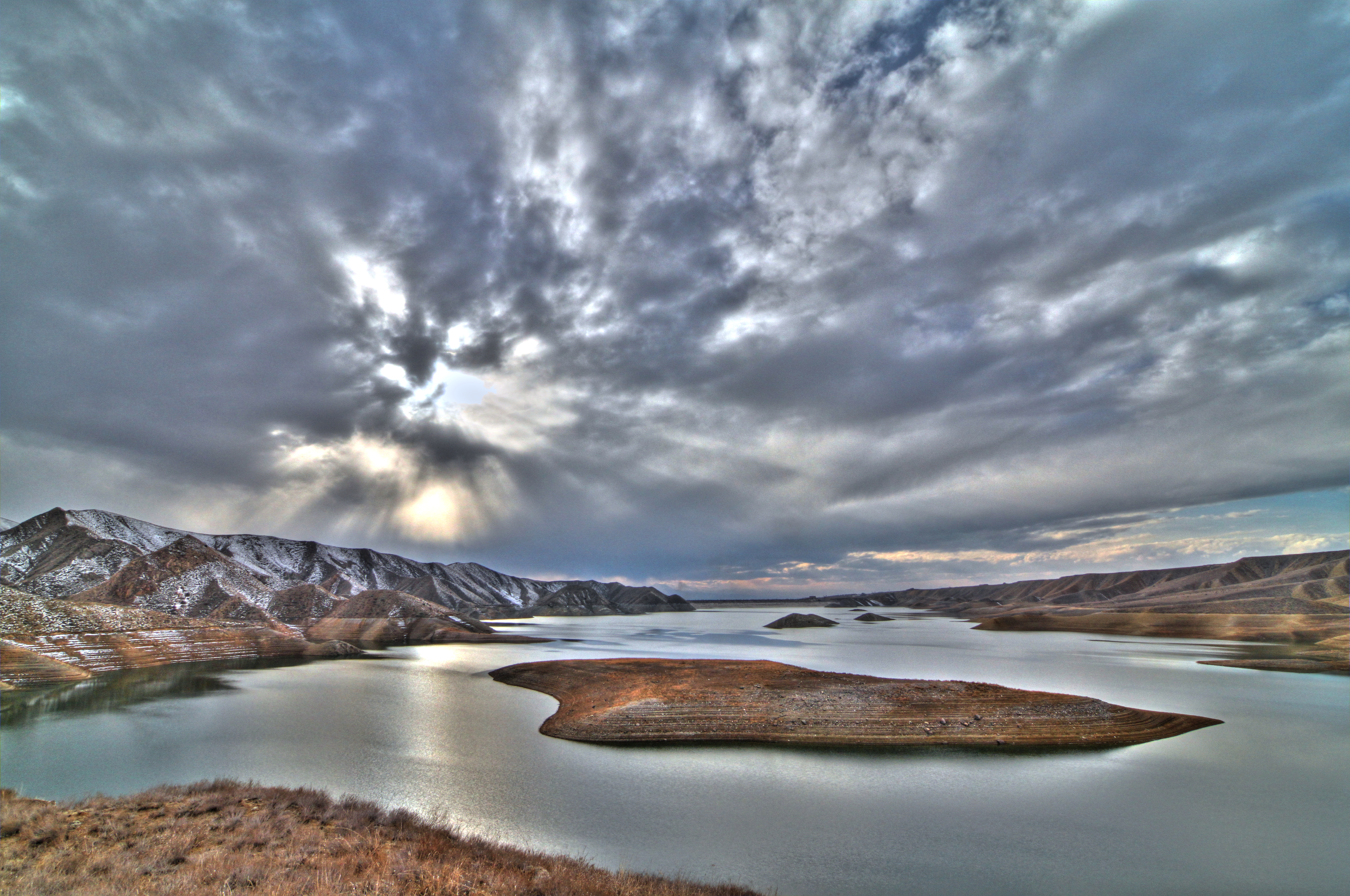
Азатское водохранилище
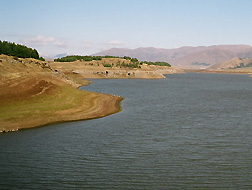
Апаранское водохранилище
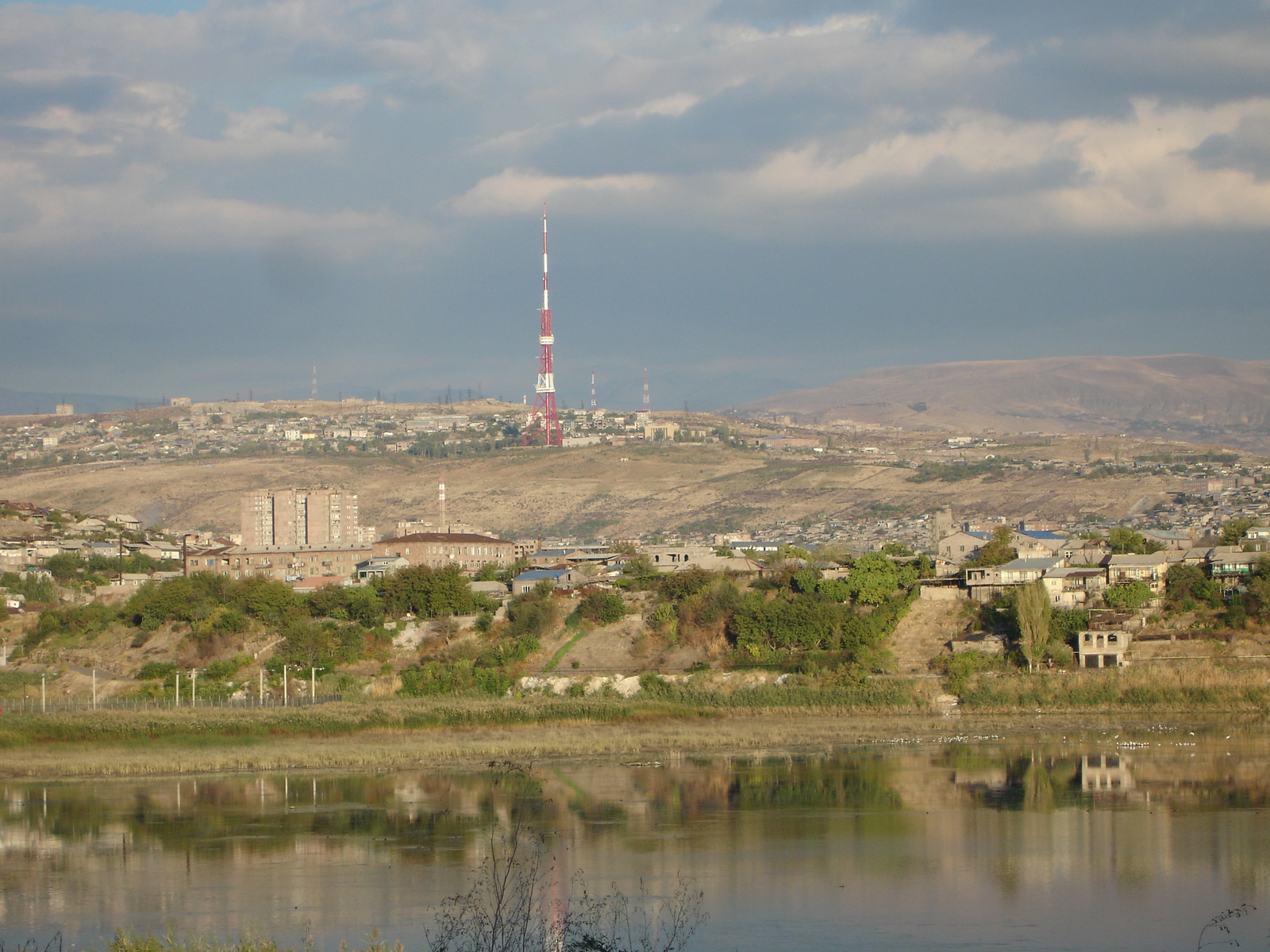
Ереванское водохранилище
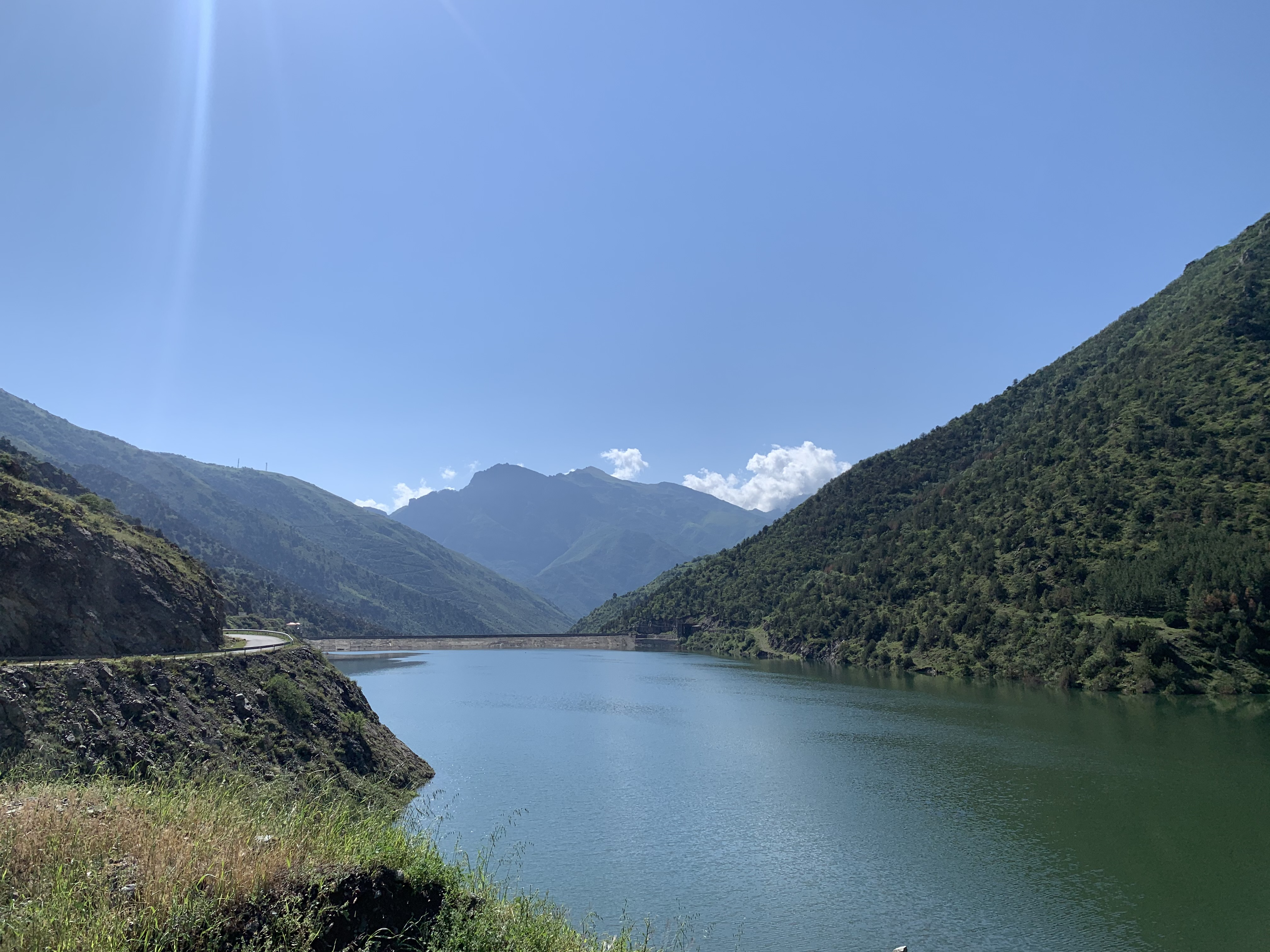
Гехское водохранилище

## См.также
- Гидрография Армении
- Озёра Армении
- Реки Армении